# Cattleya zayrae
Cattleya zayrae là một loài thực vật có hoa trong họ Lan. Loài này được V.P.Castro & Cath. mô tả khoa học đầu tiên năm 2004.